# كينسوكي هيغيكاتا
كينسوكي هيغيكاتا (باليابانية: 土方健介) هو مصور ياباني، ولد في 1922 في طوكيو في اليابان.